# Jens Zetlitz Monrad Kielland

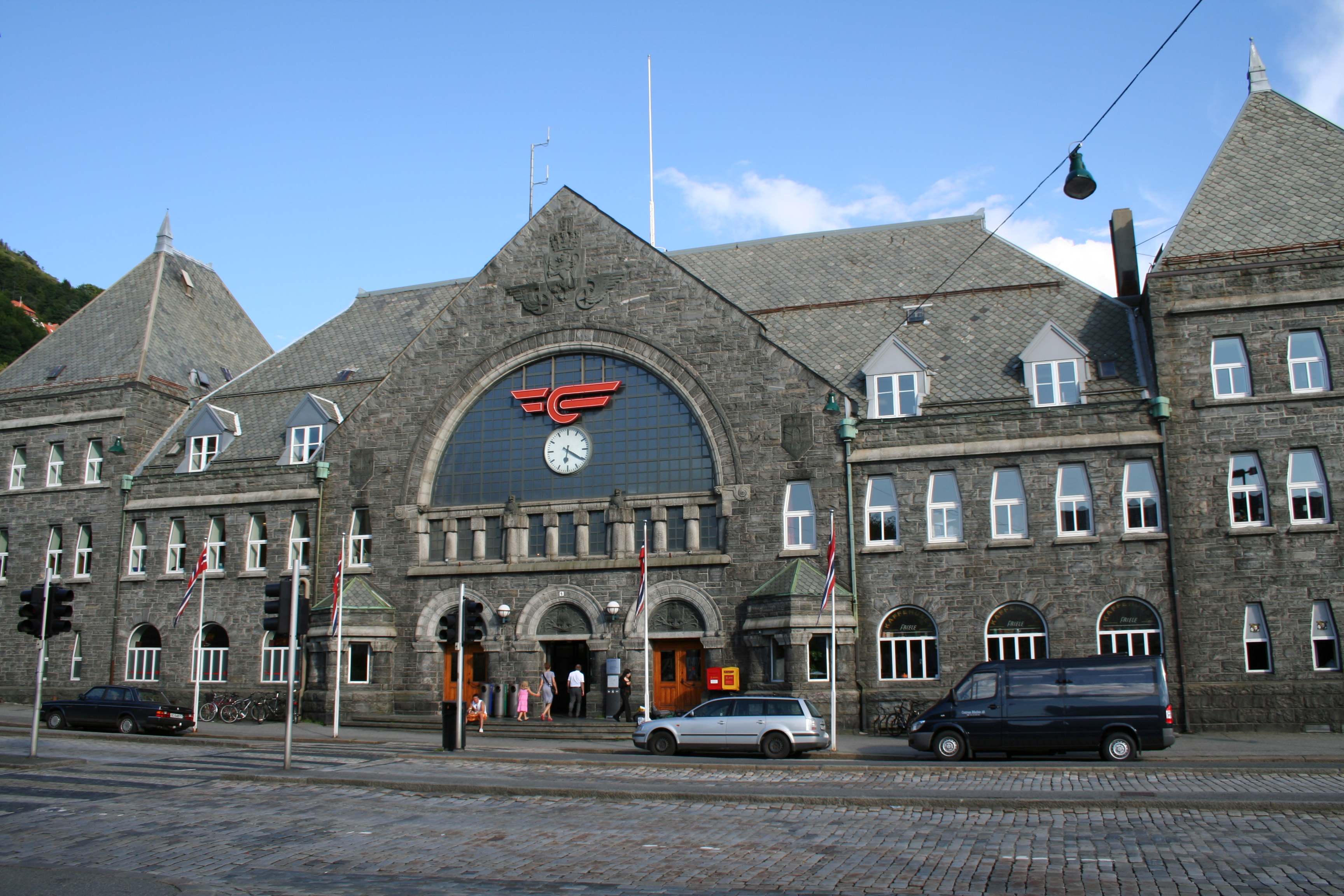
budynek dworca w Bergen projektu Kiellanda

Jens Zetlitz Monrad Kielland (ur. 29 lipca 1866 w Stavanger, zm. 8 sierpnia 1926) - architekt  norweski.
Był synem pastora i polityka Jacoba Kiellanda. Był najmłodszym członkiem rodziny; miał czterech braci i pięć sióstr. W 1896 ożenił się z Anną Magdaleną Christie; był ojcem dwojga dzieci.
Studiował architekturę w Berlinie, pracował w Berlinie, Ludwikshafen i Halle. Po powrocie do Norwegii zajął się projektowaniem; jego autorstwa są m.in. dworzec w Bergen, Gamlehaugen - rezydencję królewskiej rodziny norweskiej, i Biały Dom w Bergen. W latach 1912–1918 był profesorem Norweskiego Instytutu Techniki w Trondheim. Pod koniec życia pracował jako architekt w Oslo, gdzie zmarł.